# Lechria angustaxillaris
Lechria angustaxillaris is een tweevleugelige uit de familie steltmuggen (Limoniidae). De soort komt voor in het Australaziatisch gebied.